# Errol Flynn
Errol Leslie Thomson Flynn (20. června 1909 Hobart – 14. října 1959 Vancouver) byl americký filmový herec australského původu.
Po úspěších v Austrálii a Spojeném království proslul ve Spojených státech amerických filmem Captain Blood z roku 1935, kterým odstartoval svou kariéru plnou rolí dobrodruhů. Na přelomu 40. a 50. let se dostal do finančních problémů a nakrátko žil v Evropě. Po návratu do Spojených států amerických v roce 1956 znovu natočil několik filmů (Too Much, Too Soon nebo The Roots of Heaven). O tři roky později ve Vancouveru zemřel.
Byl třikrát ženatý a měl čtyři děti.